# West Triplet Geyser
West Triplet Geyser est un geyser de type « fontaine » situé dans le Upper Geyser Basin dans le parc national de Yellowstone aux États-Unis. Il se trouve à 25 m au sud de Grand Geyser.  L'eau de West Triplet atteint environ 3 m, généralement pendant les périodes calmes de Grand. Son activité était régulière jusqu'en 1947, quand il entrait en éruption toutes les trois heures environ.

## Relations avecGrandetRift
L'activité de West Triplet est liée à celle des geysers Grand et Rift.
Ses éruptions se produisent souvent juste avant ou juste après une éruption de Grand. Ainsi, si elles sont longues, elles peuvent retarder celles de Grand, mais cette relation entre les deux geysers peut ne pas être observée d'une année à l'autre.
Grand a plus de chance d'entrer en éruption s'il suit directement le départ de West Triplet.
Ces dernières années, on observe que les éruptions de West Triplet précèdent souvent une éruption de Rift.
De par cette relation entre West Triplet et Grand et la proximité de West Triplet avec la promenade, ce geyser est assez facilement observable.